# Henri Lancelotz

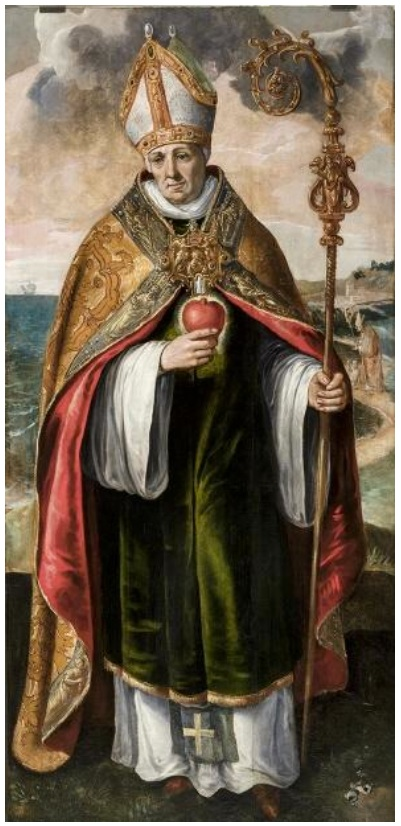
Augustin d'Hippone (par Maarten de Vos)

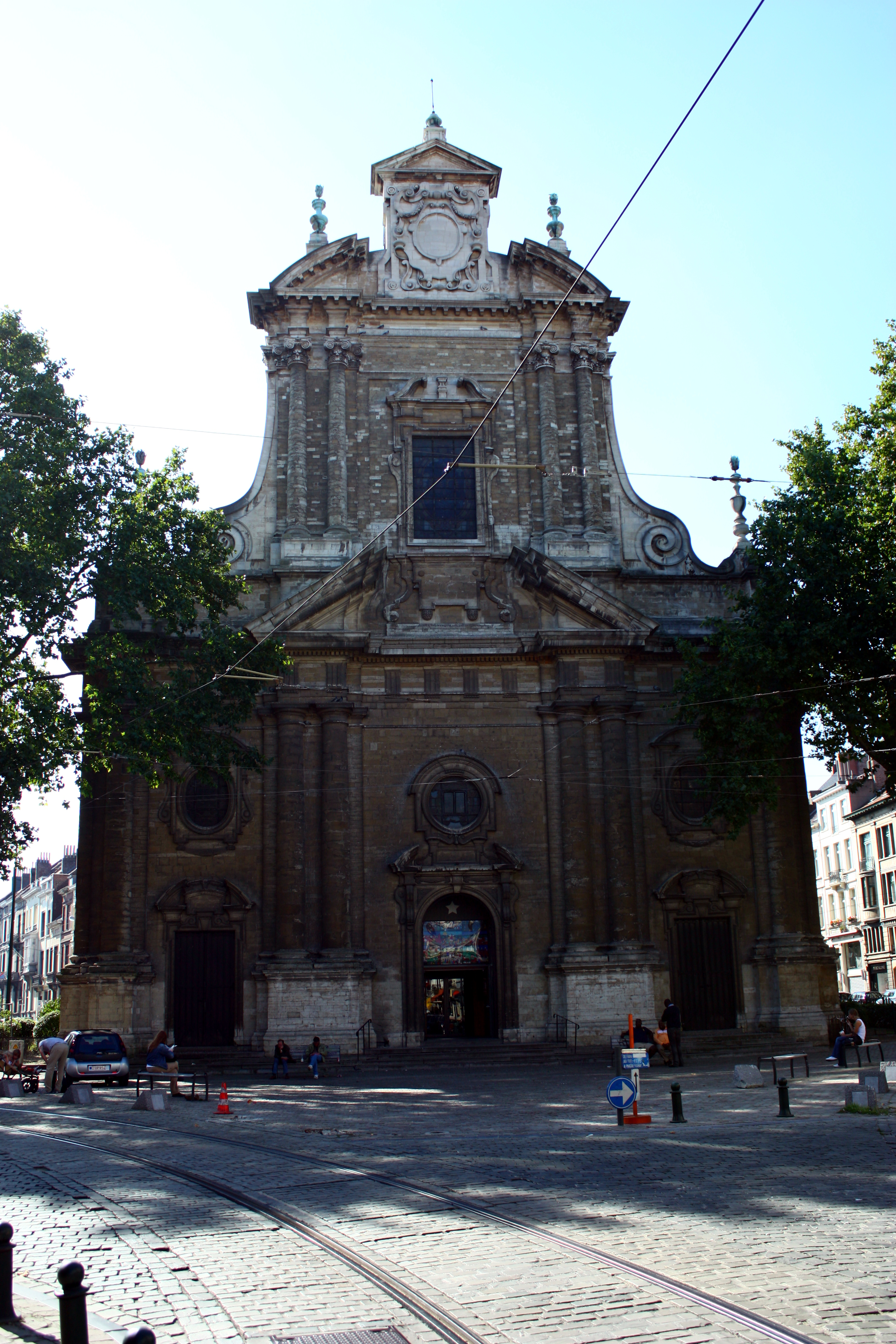
Façade de l'ancienne église des augustins à Bruxelles (par Jacques Franquart)

Henri Lancelotz (1576-1643), dont le nom a été latinisé en Lancelottus ou Lancilottus, est un religieux flamand, membre de l'ordre des Ermites de Saint Augustin, exégète, controversiste et organisateur de la vie monastique en Belgique et en Allemagne, à l'époque de la Contre-réforme.

## Biographie
Henri est né à Malines (Belgique) en 1576. Fils d'André Lancelotz, secrétaire du conseil des échevins, il entre en 1592, à la suite de son frère aîné, Corneille, chez les augustins de sa ville natale. À partir de 1601, il devient prieur, successivement, des couvents de Hasselt (à l'âge de vingt-cinq ans), Trèves, Bruxelles, Gand et Anvers, où il fonde un collège pour la jeunesse. Le 24 octobre 1617, il décroche un doctorat en théologie l'université de Louvain. Prédicateur renommé et religieux considéré dans la province augustinienne de Cologne, il est nommé en 1621, visiteur et commissaire général de la province dite de Rhin-Souabe. Il y consacrera ses forces à revendiquer les couvents confisqués lors de la Réforme protestante, et à rétablir l'observance religieuse dans les maisons augustiniennes. En 1622, il se trouve désigné temporairement comme professeur à l'université de Mayence et doyen de la faculté de théologie, avant de reprendre, en 1627, sa mission de visiteur de la province. Il décède à Anvers, le 11 janvier 1643.

## Postérité
Henri a fait essentiellement œuvre d'exégète dans le cadre de la réorganisation religieuse des Pays-Bas espagnols. Parmi ses ouvrages de controverse, on retiendra le Haerecticum Quare, dans lequel il défend la doctrine catholique traditionnelle contre les remises en question émanant de Luther et Calvin. Fruit d'un cycle de prédications et de conférences données à Bruxelles en 1612, Anatomia christiani deformati n'échappe pas à cet aspect polémique. Cependant, l'auteur envisage également la portée morale et spirituelle de l'Epître de Jude, qu'il commente. De même, Lapis adjutorii combine controverse, parénèse et exégèse du Psaume 4. Cet intérêt pour la Bible se marque encore dans une série de sermons sur le Psaume 90, ainsi que dans un commentaire suivi, systématique et détaillé de l'Ancien Testament, qui s'arrête au Livre de Jonas. Empruntant son titre au Livre de l'Ecclésiaste, le Funiculus triplex désigne les vœux religieux, parce que cet ouvrage s'adresse aux personnes consacrées. En effet, l'auteur se base sur l'Écriture sainte, Augustin d'Hippone et Thomas d'Aquin, pour proposer une réflexion sur les impératifs ascétiques de la vie conventuelle. Il évoque successivement le statut du religieux en général, les obligations liées aux vœux et le rapport entre contemplation et action dans l'observance régulière. Cette matière sera reprise ultérieurement dans le Gnomon vitae religiosae. Enfin, deux ouvrages mettent particulièrement en valeur le culte des saints. D'abord, Viticula Mariana, dans lequel Henri propose aux jeunes gens une vingtaine de méditations sur la vie de la Vierge Marie, car il considère que la science mariale permet de mieux aimer Dieu. Ensuite, Corona justitiae, ouvrage de dogmatique sur les fins dernières, la béatitude éternelle et l'intercession des élus.

### Œuvres
- Anatomia christinai deformati juxta epistolae D. Judae Apostoli exegeticam praescriptionem theologicam, catholicam, moralem (Anvers, 1613)
- Haereticum Quare per Catholicum Quia solutum (Gand, 1614); ouvrage traduit en français, anglais, italien , polonais et flamand.
- Viticula Mariana viginti pampirris mysticis (Anvers, 1614)
- Funiculus triplex religiosae perfectionis, obligationis, observationis (Mayence, 1622)
- Gnomon vitae religiosae (Anvers, 1625)
- Corona justitiae Ecclesiae triumphantis sive de justis reposita beatitudine aeterna animae et corporis tractatus theologicus (Cologne, 1625)
- Lapis adjutorii, hoc est in psalmi quarti Davidis "Cum invocarem" exegesis catholica, theologica, moralis (Anvers, 1641)
- Commentaires sur l'Écriture sainte
- Sermons sur le Psaume 90
- Chronica monasterii Bruxellensis (manuscrit)

### Études
- A. Zumkeller, Lancelotz, Henri, in Dictionnaire de spiritualité ascétique et mystique, tome IX, Paris, Beauchesne, 1976, p. 178-180.
- Eu. de Seyne, Lancelotz (Henri), in Dictionnaire biographique des sciences, des lettres et des arts en Belgique, tome II, Bruxelles, Éditions L'Avenir, 1936, p. 640, col. 2.